# Luis Tio
Luis „Papa“ Tio, auch Louis Tio, (* 1862 in Mexiko; † 1927 in New Orleans) war ein US-amerikanischer Klarinettist und Komponist des New Orleans Jazz.
Er war der Bruder des Klarinettisten Lorenzo Tio senior und Onkel von Lorenzo Tio junior. Der traditionellen Überlieferung nach studierte er wie sein Bruder Klarinette auf dem Konservatorium in Mexiko-Stadt und kam 1885 anlässlich der Cotton Exposition nach New Orleans. Die Eltern stammten aber ursprünglich aus Louisiana. Ebenso wie sein Bruder spielte er in der Excelsior Brass Band in New Orleans und im Lyre Club Symphony Orchestra. 1887 tourte er mit den Georgia Minstrels in der ganzen USA. Er spielte in Tanzbands wie der von Armand Piron und John Robichaux und mit Manuel Manetta, Peter Bocage und Henry Peyton.
Luis Tio spielte hauptsächlich notierte Musik und wandte sich erst um 1910 dem Jazz zu. 
Luis Tio war auch als Klarinettenlehrer im frühen New Orleans Jazz (bzw. Ragtime) bekannt. Er unterrichtete auch seinen Bruder Lorenzo.